# Napasoq
Napasoq, Napasok – miejscowość na zachodnim wybrzeżu Grenlandii nad Cieśniną Davisa, w gminie Qeqqata.
Według danych oficjalnych w 2011 roku mieszkało w niej 91 osób.